# Monster Hunter Rise
Monster Hunter Rise (モンスターハンターライズ?, Monsutā Hantā Raizu) è un videogioco action RPG del 2021 sviluppato e pubblicato dalla software house giapponese Capcom per Nintendo Switch. Una versione per Microsoft Windows è stata annunciata da Capcom per l'inizio del 2022. Una versione per PlayStation 4, PlayStation 5, Xbox One e Xbox Series X è stata annunciata per gennaio 2023.

## Trama
Nel villaggio di Kamura, il protagonista, un novizio cacciatore, scopre di essere stato appena ufficialmente nominato cacciatore dalla Gilda grazie alle due gemelle wyverniane Hinoa e Minoto. Le due lo conducono dal capo del villaggio, Fugen l'anziano, con il protagonista che scorge però un misterioso mostro volare in lontananza. Fugen si congratula con lui, ma rivela di aver ricevuto notizia dell'avvicinarsi della Furia, una misteriosa calamità che ebbe luogo cinquant'anni fa durante la quale orde di mostri attaccano il villaggio fuori controllo. L'anziano incarica quindi il giovane cacciatore di prepararsi all'arrivo della Furia completando diverse missioni per aiutare il villaggio. Con la calamità ormai alle porte, al protagonista viene ordinato di dirigersi alla Fortezza rossa, una roccaforte costruita appositamente per tenere i mostri fuori dal villaggio; lì, riesce a respingere due orde. Scampato il pericolo, tuttavia, il protagonista, la chef Yomogi e l'assistente dei compagni Iori vengono attaccati da un misterioso mostro simile a una tigre che oltrepassa la barricata saltando; riescono a salvarsi per miracolo quando la creatura si distrae a causa di un mostro in fuga e si allontana. Ritornati al villaggio, scoprono che quel mostro è conosciuto come Magnamalo e appare ogni volta insieme alla Furia per nutrirsi dei mostri delle orde; cinquant'anni prima, fu l'unico mostro a riuscire a oltrepassare la fortezza e rase al suolo Kamura da solo, infliggendo danni devastanti. Grazie all'aiuto di Fugen e del fabbro Hamon, viene fabbricato un congegno che allontana il Magnamalo dalle orde in arrivo, permettendo così al protagonista di abbatterlo dopo uno scontro alle Rovine sacre. Ritornato al villaggio, Hinoa e Fugen si congratulano con lui, con quest'ultimo che gli dona la sua spada lunga, tramandata a Kamura da generazioni.
Dopo aver respinto un'altra orda (guidata da un mostruoso Arzuros Apex, capace di incattivire gli altri mostri e che per poco non abbatte il cancello), mentre gli abitanti del villaggio si chiedono quanto durerà la Furia, nel cielo appare lo stesso gigantesco drago che il protagonista aveva visto all'inizio del gioco; la sola vista di questa creatura causa un repentino e fugace cambiamento in Hinoa, i cui occhi diventano azzurri e la portano a ripetere "Dov'è la mia regina?", scoprendo così di poter leggere i pensieri del misterioso mostro. La creatura viene in seguito identificata come un drago anziano soprannominato Ibushi del vento, il quale aizza ogni cinquant'anni la Furia contro Kamura perché il villaggio sorge sul suo antico terreno di accoppiamento. Respinto il mostro, gli abitanti del villaggio iniziano però a chiedersi chi sia effettivamente la "regina" della quale l'Ibushi era tanto preoccupato e la risposta non tarda ad arrivare. Il maestro Utsushi, la vedetta del villaggio, afferma infatti di averla trovata: essa è la Narwa del tuono, controparte femminile dell'Ibushi e sua compagna, ora apparentemente in calore e in cerca del suo compagno (ecco quindi perché l'Ibushi la stava cercando). La situazione è però drammatica a causa del fatto che la creatura ha sconfitto quasi tutti i cacciatori inviati dalla Gilda, obbligando il protagonista ad andare ad affrontarla da solo. Dopo una feroce battaglia con il mostro, esso viene sconfitto e perde apparentemente la vita quando, nel tentativo di fuggire, si sbilancia e precipita in un crepaccio. La sua carcassa non viene però mai ritrovata, portando Fugen a credere che in realtà sia ancora viva, da qualche parte. La sera, mentre il villaggio festeggia, il protagonista osserva Hinoa e Minoto allontanarsi, la prima nuovamente con gli occhi azzurri (posseduta dall'Ibushi) e la seconda arancioni (posseduta dalla Narwa); i due mostri quindi iniziano a parlare usando le gemelle come tramite, affermando che presto la loro progenie vagherà sulla terra.
Dopo aver respinto diversi draghi anziani, il protagonista scopre che la Narwa e l'Ibushi si sono riuniti al Palazzo corallino, la precedente dimora della Narwa. Fugen lo incarica quindi di affrontarli e porre fine alla Furia una volta e per sempre. Dopo aver sconfitto l'Ibushi, esso si lascia però divorare dalla Narwa, che consuma la sua forza vitale e si trasforma in una creatura mostruosa capace di controllare sia il vento che il tuono e ora finalmente incinta, soprannominata Narwa la creatrice. Durante la caccia, il protagonista viene però aiutato inaspettatamente dal Magnamalo, che si rivela essere sopravvissuto e attacca la Narwa. Dopo uno scontro leggendario, il mostro viene finalmente ucciso e il cacciatore ritorna al villaggio, mentre il Magnamalo, ora che la Furia è stata finalmente fermata, scompare per sempre. Una volta ritornato, Fugen nomina ufficialmente il protagonista "Salvatore di Kamura" e il gioco si conclude con una grande festa durante la quale Hinoa e Minoto cantano insieme un piccolo poema in rima dedicato al villaggio di Kamura, ora soprannominato dalla Gilda "Oasi degli eroi".

### Monster Hunter Rise: Sunbreak
Tempo dopo la fine della Furia, Kamura sta finalmente attraversando un periodo di pace, che viene però interrotto quando un giorno Rondine convoca privatamente il cacciatore e Fugen. Ella non è realmente una mercante, bensì una cavaliera dell'Ordine reale, organizzazione di stanza nel Regno e che sta attualmente svolgendo delle ricerche in un nuovo avamposto denominato "Elgado". Per ragioni sconosciute, tuttavia, i mostri del regno stanno iniziando ad invadere altri territori e un Daimyo Hermitaur ha raggiunto le Rovine sacre nei pressi del villaggio. Il protagonista si mobilita immediatamente e riesce ad eliminarlo con l'aiuto del maestro Utsushi; i due vengono però aggrediti da un misterioso mostro simile a un licantropo, che viene messo in fuga da un'altra cavaliera dell'Ordine: Fiorayne, sorella di Rondine. Ella rivela che l'Ordine reale a Elgado ha bisogno di aiuto e, saputo dalla sorella del valore e dell'audacia del cacciatore di Kamura, è venuta a richiederne l'assistenza. Spinto da Fugen, il protagonista accetta di partire per Elgado per aiutare l'Ordine.
Giungo a Elgado, il cacciatore fa immediatamente la conoscenza dei suoi membri di spicco: l'ammiraglio Galleus, il leader di fatto, il maestro dell'arena Arlow, i cavalieri Luchika e Jae e la giovanissima principessa Chichae, che ha voluto diventare una missionatrice per poter aiutare i cavalieri. Galleus e Fiorayne spiegano dunque che i mostri del regno hanno improvvisamente cominciato a espandere i propri territori; ciò sembra essere dovuto alla presenza di un diabolico drago anziano dalle fattezze vampiresche che già distrusse l'antica cittadella 50 anni prima: il Malzeno. Esso è uno dei tre mostri più importanti del regno, soprannominati i tre "Signori", insieme alla belva zannuta Garangolm e al wyvern zannuto Lunagaron (lo stesso che ha attaccato il cacciatore e Utsushi alle rovine). Tuttavia non si hanno ancora notizie sulla posizione del drago, e il cacciatore inizia a intraprendere le prime missioni di Grado maestro per aiutare i vari cavalieri dell'Ordine, cacciando un Kulu-Ya-Ku, un Ludroth reale e due Arzuros e riuscendo infine a stabilire anche un passaggio sicuro tra Kamura ed Elgado eliminando un Tetranadon che intralciava l'unica via percorribile.
Completate altre missioni, il protagonista parte per le Rovine sacre insieme a Fiorayne per eliminare un Bishaten sanguigno, sottospecie di Bishaten apparsa di recente e non nativa della regione. Portata a termine l'impresa, tuttavia, viene a sapere che l'eccentrico scienziato dell'Ordine, Bahari, è uscito in spedizione da solo nella Foresta inondata e ha finito per scatenare l'ira di un Anjanath, che lo ha aggredito. Il cacciatore lo salva, ma scopre che sta seguendo le tracce del Garangolm e acconsente alla sua richiesta di lasciarlo lavorare.
La pista di Bahari si rivela essere proficua, in quanto un insolitamente aggressivo Garangolm viene avvistato fra le rovine dell'antica cittadella; il protagonista e Fiorayne si mobilitano e riescono ad eliminarlo, avvistando però numerosi piccole creature volanti di colore rosso nel cielo. Bahari, finalmente ritornato a Elgado, rivela che quegli esserini sono insetti e li denomina Qurio, definendoli la chiave per comprendere il mistero del Malzeno. Tuttavia, i Qurio si sono radunati alle Isole ghiacciate e il protagonista è costretto a cacciare un Somnacanth fulgido per permettere a Bahari di catturarne uno e poterlo analizzare. La missione va a buon fine e Bahari riesce a scoprire che i Qurio sono una specie parassitica che utilizza il Malzeno come "ospite" e gli fornisce l'energia per sopravvivere.
Poco tempo dopo, il Lunagaron viene nuovamente avvistato alla cittadella. Fiorayne e il cacciatore partono immediatamente e lo abbattono, vendicandosi per l'attacco alle Rovine sacre. Mentre rientrano, tuttavia, vengono improvvisamente attaccati dal Malzeno, che utilizza i Qurio per cibarsi della carcassa del mostro e ferisce Fiorayne, seppur apparentemente in modo lieve. Mentre il cacciatore intraprende ulteriori missioni in attesa che l'Ordine reale riesca a localizzare nuovamente il drago anziano, Fiorayne improvvisamente collassa e perde conoscenza nella piazza di Elgado. Bahari rivela che i Qurio possono iniettare alla preda un potente veleno e che il Malzeno, che condivide con essi una relazione simbiotica, può utilizzarlo lui stesso ed è riuscito a iniettarlo a Fiorayne colpendola. Il cacciatore parte quindi immediatamente per la giungla alla ricerca del dottor Tadori, un medico e grande amico di Kagero che sembra essere l'unico in grado di trovare un antidoto per guarirla, eliminando nel mentre un Astalos che intralciava la ricerca. Una volta trovato il dottore, questi accetta immediatamente di aiutare e si trasferisce a Elgado, rivelando però che la chiave della cura sta nel veleno del wyvern volante Espinas, che risiede nella giungla. Il protagonista si mobilita ancora una volta e lo abbatte, consegnando così a Tadori la formula per l'antidoto, grazie al quale Fiorayne riesce a riprendersi. Ritornata in forze, la giovane cavaliera parte insieme al protagonista per la cittadella e insieme riescono a uccidere finalmente il Malzeno, ponendo apparentemente fine alla minaccia.
Tuttavia, Bahari e Galleus non ne sono convinti e sembrano nascondere qualcosa, riferendosi spesso alla leggenda del cosiddetto "Arcidemone degli abissi", che secondo la fiaba emergerà dalle profondità della terra per uccidere tutti gli esseri umani dal cuore malvagio. Mentre Fiorayne cerca di venirne a capo, il protagonista viene inviato nuovamente alla cittadella da Chichae per abbattere uno Shagaru Magala, fuori controllo a causa della massiccia concentrazione di Qurio nella zona (avvenimento inspiegabile, in quanto dopo la morte del loro ospite dovrebbero essere tutti morti). Dopo essere partito in missione per abbattere alcuni draghi anziani in varie località, il protagonista si dirige alla cittadella con Fiorayne per abbattere un Lunagaron, trovando però il luogo completamente deserto e infestato dai Qurio, che hanno sterminato ogni forma di vita per assimilarne l'energia. Abbattuto il mostro, l'antica torre crolla e sotto di essa si forma una voragine, dalla quale esce una bestia colossale: l'Arcidemone degli abissi delle leggende e progenitore dei Qurio, il drago anziano Gaismagorm. Sotto gli occhi esterrefatti del cacciatore, di Fiorayne e di Tadori, tuttavia, Galleus e Bahari entrano in scena con una gigantesca nave da guerra e utilizzano tre ammazzadraghi per far perdere la presa al mostro e ricacciarlo nella voragine.
Galleus rivela quindi di essere originario della cittadella e di essere stato lì quando essa venne distrutta cinquant'anni prima "dal Malzeno"; già allora però capì che in realtà era opera di un altro mostro, in quanto durante la distruzione della città era possibile udire dei terrificanti ruggiti e, ogni qualvolta essi si manifestavano, il Malzeno iniziava a cercarne l'origine, come ad aspettarla. Bahari spiega quindi che tutti gli avvenimenti recenti non erano altro che una disputa territoriale tra Malzeno e Gaismagorm: il Gaismagorm inviava Qurio nel regno per cibarsi dell'energia e farsela portare perché potesse assimilarla, ma il Malzeno ha finito per sviluppare una relazione simbiotica con i parassiti e l'ha sfruttata per tenerli lontani dal Gaismagorm nel tentativo di farlo morire di fame. Con la morte del Malzeno, l'Arcidemone è finalmente riuscito ad assorbire tutta l'energia e ora sta per uscire nuovamente dalla voragine. Con l'aiuto di Fiorayne, Galleus, Bahari e Tadori, il protagonista si dirige nell'abisso e riesce a uccidere finalmente il Gaismagorm, provocando la morte quasi istantanea di tutti i Qurio e ponendo fine alla minaccia.
Il gioco si conclude con una grande festa a Elgado, dove vengono invitati anche tutti gli abitanti di Kamura.
In seguito alla fine della storia, aumentando il proprio Grado maestro, è possibile confrontarsi con numerose creature più potenti. I Qurio sopravvissuti alla morte del Gaismagorm, infatti, hanno infettato i corpi di altri mostri per poter sopravvivere, prosciugandone l'energia e rendendoli ancora più potenti; queste nuove varietà di mostri sono note come "Infetti", e il protagonista sarà costretto ad abbattere inizialmente un Arzuros comparso alla cittadella. Con l'aiuto di Fiorayne, Bahari e Galleus, inoltre, eliminerà un altro Ibushi e un'altra Narwa apparsi nei pressi di Kamura (la probabile "progenie" alla quale i due aspiravano tanto), un Rajang furioso alle Isole ghiacciate, un Valstrax cremisi alla cittadella e, infine, il Magnamalo del gioco originale, lo stesso che distrusse Kamura 50 anni prima, ancora sfregiato dall'attacco di Hamon e divenuto una variante conosciuta come Magnamalo astioso.

## Personaggi

### Monster Hunter Rise
- Fugen l'anziano: Stimato e capace leader del villaggio. Porta con sé una spada lunga che viene tramandata da generazioni e un tempo era un famoso cacciatore. La sua determinazione è molto contagiosa.
- Hinoa la missionatrice: Giovane ragazza wyverniana che lavora come receptionist al villaggio. Il suo buon umore e la sua gentilezza rallegrano sempre tutti. È una grande amica del protagonista ed è ghiotta di dango a coniglietto, una specialità del villaggio. È la sorella maggiore di Minoto.
- Minoto la receptionist: Giovane ragazza wyverniana che lavora come receptionist alla base di caccia. Pur apparendo fredda e composta, è molto timida e ha un grande cuore. Ammira molto sua sorella maggiore, Hinoa, e spera di diventare come lei.
- Kagero il mercante: Misterioso wyverniano che tiene il volto nascosto dietro un velo e gestisce il mercato di Kamura. Nessuno sa nulla del suo passato e lui sembra esserne contento.
- Yomogi la chef: Giovane ragazza che gestisce la casa da tè. Sempre allegra e piena di allegria, serve il piatto più tipico del villaggio, i dango a coniglietto. Nonostante i continui fiaschi, non smette mai di ideare nuovi piatti.
- Hamon il fabbro: Gestore della forgia di Kamura. Parla poco ed è molto riservato, spesso apparendo scostante ma senza farlo con cattiveria. Fabbro senza eguali e capace di trasformare ogni materiale in un'arma, è il nonno di Iori.
- Komitsu la golosa: Ragazzina che vende mele caramellate. Ammira molto Yomogi e lavora sempre sodo per emularla. Gentile e graziosa, è molto altruista e fa di tutto per aiutare gli altri.
- Hojo il capo della Gilda: Personaggio ben noto e che gestisce la Gilda del villaggio. Sempre di buon umore e pieno di giovialità, tratta il protagonista come un nipote. La sua risata allegra si sente molto spesso ed è molto contagiosa.
- Maestro Utsushi: Uomo che fa da mentore ai giovani cacciatori di Kamura. È stato il maestro del protagonista e il suo dinamismo è fonte d'ispirazione, pur essendo alle volte eccessivo. Crea maschere con le fattezze dei mostri ed è capace di imitarne i ruggiti.
- Kogarashi il capo Felyne: Ex-compagno di Fugen l'anziano, è un Felyne che ora gestisce i Miaorcenari nella Piazza compagni. Calmo, stoico e dall'aria maestosa, è molto ammirato da tutti.
- Iori l'assistente dei compagni: Giovane ragazzo che lavora alla Piazza compagni. Adora i Felyne e i Canyne, passando spesso del tempo con loro e addestrandoli, insegnando loro come sfruttare i propri punti di forza. È il nipote di Hamon.
- Rondine la mercante: Commerciante che lavora alla Piazza compagni, venuta a Kamura da una terra lontana. Il suo aspetto raffinato ed elegante non si addice a una mercante. Si tratta in realtà della guardia di un re di un regno lontano, inviata a Kamura per scoprire i metodi di caccia con l'insetto filo e rivelarli al suo ritorno; finisce però per affezionarsi a Kamura e vi si stabilisce. Nell'espansione Sunbreak, viene rivelato che è una cavaliera dell'Ordine reale e sorella di Fiorayne.

### Monster Hunter Rise: Sunbreak
- Dama Fiorayne: Cacciatrice del regno e leader di fatto dell'Ordine reale. Insieme all'ammiraglio Galleus, è a capo delle ricerche sul disastro che si è abbattuto sul regno da Elgado. Ha un forte senso del dovere e serietà e appare molto autoritaria. È la sorella di Rondine.
- Ammiraglio Galleus: Ammiraglio al comando dell'avamposto di Elgado e leader ufficiale dei cavalieri dell'Ordine. Seppur taciturno, è un capo forte e rispettato e ha la fiducia non solo dei cavalieri, ma di tutto il regno. Ha il compito di sconfiggere il drago anziano Malzeno e impedire che altri mostri del regno invadano i territori circostanti. Originario della cittadella, era un bambino quando venne distrutta e alla fine del gioco si prenderà la sua vendetta ricacciando il Gaismagorm negli abissi della terra.
- Bahari lo scienziato: Eccentrico ricercatore wyverniano a capo delle indagini a Elgado. Ha una mente brillante che ha risolto numerosi problemi in passato, ma la sua insaziabile curiosità lo rende cocciuto e incline a inaspettate crisi di nervi.
- Dottor Tadori: Dottore wyverniano conosciuto in tutto il mondo. Anni fa, curò migliaia di anime dalla piaga che invase il regno. Ama trascorrere tempo all'aperto a raccogliere piante e proviene dallo stesso villaggio di Kagero, che ha subito una fine tragica.
- Dama Luchika: Cavaliera dell'Ordine reale di stanza a Elgado, sempre calma e che mostra raramente le proprie emozioni. Seria e diligente, ha una profonda conoscenza della storia e dei mostri. È un'abile cacciatrice, ma si lascia trasportare dall'eccitazione quando caccia, divenendo estremamente violenta; per questa ragione, tutti evitano di cacciare con lei, anche se il protagonista la prenderà sotto la sua ala protettiva.
- Sir Jae: Cavaliere dell'Ordine reale di stanza a Elgado, molto talentuoso e abile. Allegro e intelligente, è però spesso impulsivo. Ama allenarsi ed è segretamente ossessionato dall'ammiraglio Galleus (al punto da copiare segretamente il suo taglio di capelli).
- Chichae la missionatrice: Receptionist di Elgado ed erede al trono, si è sentita in dovere di aiutare il regno durante la crisi. Dopo un periodo di studi, nonostante alcune proteste, ha iniziato a lavorare come receptionist. Nonostante le origini reali, tratta tutti allo stesso modo e la sua natura accogliente è amata da tutti.
- Maestro Arlow: Uomo che gestisce le attività dell'arena di Elgado e addestra i cavalieri dell'Ordine. Brusco ed esigente, ha però un gran cuore ed è una figura paterna rispettata da tutti. È amico d'infanzia dell'ammiraglio Galleus, con il quale va molto d'accordo nonostante le diverse personalità.
- Minayle la fabbra: Giovane ma abilissima fabbra di Elgado le cui capacità sono riconosciute persino dalla famiglia reale. Rondine le ha permesso di addestrarsi con il maestro Hamon. Ama il suo lavoro e si tiene sempre impegnata, accettando ogni incarico con il sorriso. Come rivelerà lei stessa, è stata apprendista della Giovincella della Forgia già apparsa in Monster Hunter 4 Ultimate.
- Oboro il mercante: Wyverniano che organizza il mercato di Elgado. Possiede moltissime merci e ha una vasta conoscenza di ognuna di esse, che cerca di ampliare leggendo e ponendo domande. Ammira molto il suo mentore, Tadori, e nutre un profondo rispetto per Kagero.

## Doppiaggio
Nel menu di gioco è possibile scegliere fra tre diversi doppiaggi: inglese, giapponese e lingua di Monster Hunter (una sorta di gibberish giapponese). Rise non dispone di un doppiaggio in lingua italiana.
| Personaggio                    | Doppiatore       | Doppiatore        |
| ------------------------------ | ---------------- | ----------------- |
| Fugen l'anziano                | Takaya Hashi     | Chris Tergliafera |
| Hinoa la missionatrice         | Rina Satō        | Maureen Price     |
| Minoto la receptionist         | Shizuka Itō      | Heather Gonzales  |
| Kagero il mercante             | Yuichiro Umehara | Todd Haberkorn    |
| Hamon il fabbro                | Mugihito         | Daman Mills       |
| Yomogi la chef                 | Kana Asumi       | Erika Harlacher   |
| Komitsu la golosa              | Misaki Kuno      | Laura Stahl       |
| Hojo il capo della Gilda       | Ken'ichi Ogata   | Lucien Dodge      |
| Maestro Utsushi                | Kishō Taniyama   | Brandon Winckler  |
| Iori l'assistente dei compagni | Natsuki Hanae    | Kyle McCarley     |
| Rondine la mercante            | Yui Ogura        | Katelyn Gault     |
| Dama Fiorayne                  | Yui Ishikawa     | Valerie Arem      |
| Ammiraglio Galleus             | Tsuyoshi Koyama  | Ted Evans         |
| Bahari lo scienziato           | Jun'ichi Suwabe  | Julian Smith      |
| Dottor Tadori                  | Kenjirō Tsuda    | Robbie Daymond    |
| Dama Luchika                   | Sumire Uesaka    | Karen Strassman   |
| Sir Jae                        | Takuya Eguchi    | Griffin Burns     |
| Chichae la missionatrice       | Tomori Kusunoki  | Xanthe Huynh      |
| Maestro Arlow                  | Kazuhiro Yamaji  | Keith Silverstein |
| Minayle la fabbra              | Yui Kondou       | Cherami Leigh     |
| Oboro il mercante              | Shimba Tsuchiya  | Daman Mills       |

## Modalità di gioco
Come gli altri capitoli della serie Monster Hunter, il giocatore veste i panni di un cacciatore di mostri, incaricato di uccidere o catturare le suddette creature utilizzando una grande varietà di armi, strumenti e trappole ambientali per danneggiarle. Completare con successo una missione ricompensa il giocatore con un bel bottino, spesso rappresentato dai materiali del mostro appena cacciato, utilizzabili per forgiare armi e armature più potenti. Numerosi mostri già presenti nella serie ritornano in Rise, incluse numerose aggiunte. Tutte le quattordici categorie di armi presenti in Monster Hunter Generations e Monster Hunter: World faranno il loro ritorno.
Rise utilizza la stessa tipologia di mappe vista in World, prive della schermata di caricamento fra una zona e l'altra come quelle della vecchia generazione. Le mappe sono inoltre concentrate sulla verticalità, come fatto intuire dal titolo stesso (Rise significa per l'appunto Ascesa), e sono stati quindi forniti ai cacciatori nuovi strumenti per agevolare la scalata. Una delle più grandi novità è il compagno Canyne, una creatura dalle fattezze canine che il giocatore può cavalcare per spostarsi senza consumare resistenza. Questo nuovo alleato può anche scalare rapidamente le sporgenze e attaccare i mostri in battaglia, unendosi quindi al ben noto compagno Felyne, che fa il suo ritorno. Un'altra grande aggiunta è uno strumento simile al rampino artiglio visto in Iceborne, ovvero l'Insetto filo, che permette ai giocatori di dondolare a mezz'aria e di oltrepassare voragini o raggiungere zone altrimenti inaccessibili. L'Insetto filo si combina anche alle movenze delle armi, garantendo loro nuovi attacchi e combo. Inoltre, permette ai cacciatori di usufruire di una nuova meccanica nota come Cavalcatura Wyvern, durante la quale sarà possibile saltare in groppa a un mostro e controllarlo momentaneamente facendolo ad esempio schiantare contro le pareti o contro gli altri mostri.
Rise presenta una modalità giocatore singolo e una multigiocatore che permette di cacciare con un massimo di altri tre cacciatori. Nella prima modalità sarà possibile portare con sé due compagni tra Felyne e Canyne; nella seconda modalità invece, sarà possibile portare solo un compagno a caccia con sé.
Sono stati inoltre introdotti numerosi mostri inediti, quasi tutti basati sugli yōkai, creature mitologiche del folclore giapponese.
Oltre alle normali cacce tipiche della serie, Rise ha introdotto la Furia, una modalità di sopravvivenza dove il giocatore deve difendere il villaggio da numerosi mostri che lo attaccano in orde. Prima e durante l'assalto, è possibile piazzare degli strumenti da caccia, come baliste, cannoni e cannoni automatici, e dare indicazioni agli abitanti del villaggio su dove posizionarsi per attaccare.
Il titolo avrà una compatibilità incrociata con Monster Hunter Stories 2: Wings of Ruin, che verrà distribuito in seguito.

## Sunbreak
Espansione annunciata il 24 settembre 2021 per Nintendo Switch e PC, la disponibilità per il DLC o l'edizione Monster Hunter Rise: Sunbreak è pianificata al 30 giugno 2022. L'espansione è stata annunciata per PlayStation 4, PlayStation 5, Xbox One e Xbox Series X per primavera 2023.
È stato annunciato che il gioco avrà un supporto post-lancio simile a quello di World.

## Sviluppo
Il produttore del gioco Ryozo Tsujimoto, ha affermato che sia con World che con Rise si è preferito discostarsi dalla nomenclatura classica dei vecchi titoli numerati e di scegliere un titolo basato sull'aspetto principale del gioco; nel caso di Rise, è stata scelta la verticalità. Ciò ha portato quindi ha sviluppare un design generale che ricordasse la cultura asiatica generale, cosa che non era stata inizialmente programmata.
Lo sviluppo di Rise è iniziato dopo la pubblicazione di Generations e Generations Ultimate ed è stato portato avanti insieme a quello di World. Il nuovo titolo utilizzerà il nuovo motore di gioco RE Engine, utilizzato per Resident Evil 7: Biohazard e in seguito anche per altri titoli, come Resident Evil 2. L'utilizzo di questo motore grafico all'avanguardia ha ritardato di molto la produzione, poiché il team di sviluppo ha voluto concentrarsi sul garantire un'esperienza di gioco fluida come quella di World. Il compagno Canyne è stato creato pensando alla portabilità della Switch, eliminando il consumo di resistenza. Natsuki Hanae è stato incaricato di occuparsi della narrazione del gioco.

## Distribuzione
Rise è stato distribuito globalmente per Nintendo Switch il 26 marzo 2021. Al momento del lancio, sono stati commercializzati anche tre amiibo: il compagno Felyne, il compagno Canyne e il mostro principale del gioco, il Magnamalo; l'utilizzo di questi Amiibo sblocca degli stili armatura esclusivi. Il 7 gennaio 2021 è stata pubblicata una demo a tempo limitato che presenta quattro missioni dove era possibile affrontare due mostri (uno introdotto in Rise e l'altro ritornante da Generations) e utilizzare tutte le quattordici categorie di armi disponibili. Il rilascio di questa demo ha causato delle interruzioni dell'eShop a causa del sovraffollamento di utenti.

## Accoglienza
| Testata                          | Versione   | Giudizio |
| -------------------------------- | ---------- | -------- |
| Metacritic (media al 18/06/2022) | N.Switch   | 88/100   |
| Metacritic (media al 18/06/2022) | PC         | 87/100   |
| OpenCritic (media al 18/06/2022) | collettivo | 88/100   |
| Everyeye.it                      | N.Switch   | 95/100   |
| the Games Machine                | PC         | 94/100   |

Monster Hunter Rise è stato accolto positivamente dalla critica e detiene tuttora un punteggio di 88 su Metacritic. L'aggiunta dell'Insetto filo e il ritorno di numerose meccaniche di Monster Hunter: World sono state particolarmente apprezzate.
San Machkovech di Ars Technica ha elogiato le nuove meccaniche di spostamento, la maggiore verticalità e soprattutto il modo in cui Capcom è riuscita a rivisitare mostri precedenti perché fossero adeguati al titolo. Ha però criticato la fluidità del gioco, affermando che "in certi scontri particolarmente frenetici si registrano degli improvvisi cali di frame rate". Martin Robinson di Eurogamer ha lodato il lavoro di Capcom nel rendere le cacce più brevi e semplici rispetto ai capitoli precedenti.
Richard Wakeling di GameSpot ha spiegato di aver particolarmente amato l'ambientazione molto "giapponese" e le missioni Furia. Ryan Gillam di Polygon ha spiegato di aver molto apprezzato il modo in cui Rise si approccia ai novizi e la peculiare struttura delle cacce.

### Annotazioni
1. ↑  Il doppiaggio in lingua di Monster Hunter è stato realizzato dagli stessi doppiatori giapponesi, che hanno riprestato la loro voce ai relativi personaggi.

### Fonti
1. 1 2   MONSTER HUNTER RISE | CAPCOM, su www.monsterhunter.com. URL consultato il 2 maggio 2021.
2. 1 2   https://twitter.com/monsterhunter/status/1598436779383717889, su Twitter. URL consultato il 1º dicembre 2022.
3. ↑   Monster Hunter [monsterhunter], X, 9 marzo 2021,  https://x.com/monsterhunter/status/1369196259710545922.
4. ↑  (EN) Dave Thier, A Newcomer's First Two Hours With 'Monster Hunter: World' -- Overwhelming, Underwhelming, su Forbes, 26 gennaio 2018.
5. ↑   Monster Hunter Rise has a rideable dog, out on Switch next year, su eurogamer.net.
6. ↑   Capcom devs confirm 14 returning Monster Hunter Rise weapons, su siliconera.com.
7. ↑   Monster Hunter Rise will let you ride monsters, su ign.com.
8. ↑   Monster Hunter Rise Sunbreak: nuove informazioni e trailer rilasciati al Capcom Showcase | Vigamus Magazine, su vigamusmagazine.com, 13 giugno 2022. URL consultato il 17 giugno 2022.
9. 1 2  (EN) Nintendo Life, Monster Hunter Rise To Receive Free Content After Launch, Targeting 30 FPS, su Nintendo Life, 21 settembre 2020. URL consultato il 28 maggio 2021.
10. ↑   Monster Hunter Rise will have free post-launch content and is targeting 30 FPS, su gamespot.com.
11. ↑   Numbered Monster Hunter Games Are No Longer The Norm, su ign.com.
12. ↑   Monster Hunter Rise revealed for Nintendo Switch, su gamespot.com.
13. ↑   Switch's Monster Hunter Rise is getting Amiibo figures, su gamespot.com.
14. ↑   Monster Hunter Rise demo out on Nintendo Switch today, su ign.com.
15. ↑   Nintendo eShop struggles as Monster Hunter Rise demo released, su eurogamer.net.
16. ↑  https://www.metacritic.com/game/pc/monster-hunter-rise
17. ↑  https://opencritic.com/game/10841/monster-hunter-rise
18. ↑  https://www.everyeye.it/articoli/recensione-monster-hunter-rise-miglior-hunting-game-tempi-52417.html
19. ↑  https://www.thegamesmachine.it/monster-hunter-rise-switch/monster-hunter-rise-pc-recensione/
20. ↑   Monster Hunter Rise for Switch: Reviews, su metacritic.com.
21. ↑   Review: Why Zelda Fans Should Seriously Consider Monster Hunter Rise on Switch, su arstechnica.com.
22. ↑   Monster Hunter Rise: the best Switch game since Breath of the Wild, su eurogamer.net.
23. ↑   Monster Hunter Rise reviews in progress, su gamespot.com.
24. ↑   Monster Hunter Rise: The Wirebug should excite both new and old fans, su polygon.com.